# 小川町下小川
小川町下小川（おがわまち しもおがわ）は、福島県いわき市の大字である。郵便番号は979-3115。

## 地理
いわき市北部の小川地区に属する。北で小川町関場、東で平上平窪、南西で平中平窪、西で小川町西小川とそれぞれ隣接する。また北東側の小川町関場、平上平窪、四倉町駒込との境界に当地の飛地（字シガラ）が存在する。概ね町村制施行以前の磐城郡下小川村の流れを汲む地域である。二級水系夏井川左岸部を主な範囲とする。西部の川沿いの平地に水田が広がり、その東側の山裾に集落が位置する。内郷御厩町内に所在するいわき中央警察署及び小川町上小川に所在する平消防署小川分遣所がそれぞれ管轄にあたる。

### 主な字
字
- 台
- 味噌野
- 本山
- 宮田

- 梅ノ作
- 前原
- 寺内
- 八幡林

- 広畑
- 中柴
- 上ノ台

### 河川
- 夏井川
  - 相川

## 歴史
- 1879年1月27日 - 棚倉藩領下小川村が福島県内における郡区町村制の施行により磐城郡の村となる[4]。
- 1889年4月1日 - 町村制の施行により下小川村が芝原村、上平村、関場村と合併し、下小川村が発足する。旧下小川村域は下小川村の大字となる。[4]。
- 1896年4月1日 - 磐城郡と周辺郡との合併により石城郡が発足し、石城郡下小川村となる[4]。
- 1955年2月11日 - 下小川村が上小川村、赤井村大字西小川、三島、高萩、塩田と合併し小川町が発足し、小川町の大字となる[4]。
- 1966年10月1日 - 小川町が平市・磐城市・常磐市・勿来市・内郷市、石城郡遠野町・四倉町・川前村・田人村・好間村・三和村、双葉郡久之浜町・大久村と合併しいわき市となり、いわき市小川地区の大字となる[4]。

## 世帯数と人口
2023年10月31日現在の世帯数と人口は以下の通りである。
| 大字         | 世帯数  | 人口  |
| ------------ | ------- | ----- |
| 小川町下小川 | 113世帯 | 307人 |

## 小・中学校の学区
市立小・中学校に通う場合、学区は以下の通りとなる。
| 番地 | 小学校               | 中学校               |
| ---- | -------------------- | -------------------- |
| 全域 | いわき市立小川小学校 | いわき市立小川中学校 |

## 交通

### 道路
- 常磐自動車道（南端をかすめる）
- 国道399号
- 福島県道41号小野四倉線

## 施設
- 下小川公民館
- 東北電力ネットワーク 北平変電所
- 長福寺
- 春日神社
- 日枝神社
- 二俣神社
- 正一位稲荷大明神